# Зульцберг (Оберальгой)
Зульцберг (нім. Sulzberg) — громада в Німеччині, знаходиться в землі Баварія. Підпорядковується адміністративному округу Швабія. Входить до складу району Оберальгой.
Площа — 41,00 км2. Населення становить 5018 ос. (станом на 31 грудня 2020).